# Internet Experiment Note
Pour les articles homonymes, voir IEN.
Les Internet Experiment Notes (IENs) étaient une série de notes techniques publiées au début de la création du réseau Internet  (ensemble des réseaux qui utilisent la suite des protocoles TCP/IP) alors que les RFC étaient, à l'origine, dévolues au réseau informatique ARPANET développé aux États-Unis par la DARPA.